# Billy-sous-Mangiennes
Billy-sous-Mangiennes è un comune francese di 391 abitanti situato nel dipartimento della Mosa nella regione del Grand Est.

## Società

### Evoluzione demografica
Abitanti censiti